# Zethes narghisa
Zethes narghisa är en fjärilsart som beskrevs av Brandt 1938. Zethes narghisa ingår i släktet Zethes och familjen nattflyn. Inga underarter finns listade i Catalogue of Life.